# Зинник, Вера Филипповна
Вера Филипповна Зинник, другой вариант фамилии — Зиннык (укр. Віра Пилипівна Зінник; 1 ноября 1923 года, село Чевельча — 5 июня 1998 года, село Коминтерн, Чернобаевский район, Черкасская область) — передовик сельскохозяйственного производства, звеньевая свиноводческого совхоза имени Коминтерна Чернобаевского района Министерства совхозов СССР, Полтавская область. Герой Социалистического Труда (1950). Депутат Верховного Совета СССР 5 созыва.
Руководила полеводческой бригадой свиноводческого совхоза имени Коминтерна Чернобаевского района. В 1949 году бригада собрала в среднем по 68,7 центнеров кукурузы с каждого гектара. За эти выдающиеся трудовые достижения была удостоена в 1950 году звания Героя Социалистического Труда.
После выхода на пенсию проживала в селе Коминтерн Чернобаевского района, где скончалась 5 июня 1998 года.

## Награды
- Герой Социалистического Труда — указ Президиума Верховного Совета от 14 июня 1950 года
- Орден Ленина (дважды)
- Орден Трудового Красного Знамени